# Рудь Ігор Віталійович
Рудь Ігор Віталійович (28.11.1964) – м. Лубни, Полтавська область. Український художник, член Національної спілки художників України.

## Біографія
Народився 28 листопада 1964 року в Лубнах. 
Закінчив Лубенську дитячу художню школу під керівництвом заслуженого діяча культури, художника Василя Семенюти, під час навчання  він побував з ним в майстернях таких видатних українських художників: М. П. Глущенка, М. Г. Дерегуса, Г. С. Меліхова та скульптора  В. І. Злоби.  Його педагогами також були художники Анатолій Харчук та Микола Корабльов, мистецтвознавець Тамара Мошнікова.
Навчався в  Лубенському технічному училищі № 2, після служби в армії, яку проходив за кордоном, в Німеччині, в м. Лейпциг, повернувся в Україну, працював художником-оформлювачем на Лубенському хімфармзаводі. 
Перепрофілювався на будівельника. Їздив на заробітки до Москви. Там освоїв нову професію – деревообробника. Вона зацікавила художника, адже в ній він міг зреалізовувати свій творчий потенціал. 
В 2002 році відкрив своє невелике підприємство з виробництва меблів у м. Лубни. Оригінальні вироби з авторським дизайном знаходять свого замовника й покупця.
Почав знову малювати у 2015 році. Працює в техніці олійного живопису. 
Член громадської організації "Художників Лубенщини "Пектораль".
Член Національної спілки художників України. 
Багато картин зберігаються в приватних колекціях киян, за кордоном, зокрема в Кракові та Лондоні.

### Персональні виставки
Учасник обласних та Всеукраїнських виставок:
- "Барви рідного краю" виставка робіт Ігоря Рудя та Володимира Мірошниченка, Кременчуцька художня галерея, 2019.

- "Течія натхнення",  галерея образотворчого мистецтва Лубенського краєзнавчого музею ім. Гната Стеллецького, 2022.

### Участь у Всеукраїнських та міжнародних  виставках
- Всеукраїнська виставка "Лубенська художня весна",  м. Лубни, Полтавська обл., 2018, 2021 рр.